# Claudio Maria Castiglioni
Claudio Maria Castiglioni (Varese, 18 marzo 1975) è un imprenditore e dirigente sportivo italiano, appartenente alla famiglia Castiglioni, proprietaria del marchio Cagiva. È stato presidente della Pallacanestro Varese dal 2005 al 2010.

## Biografia
Laureato in economia aziendale presso l'Università Carlo Cattaneo di Castellanza nel 2000, diventa responsabile di diverse aziende familiari, attive nella metalmeccanica e nel turismo per oltre un ventennio occupandosi di gestione delle risorse umane, ristrutturazioni di azienda e gestione di aziende in crisi. Ha gestito contemporaneamente diverse aziende con un totale di più di 2000 lavoratori favorendone le sinergie e le strategie di gruppo. Appassionato di motori nel 1993 inizia la sua carriera di pilota prima nel mondo del kart dove vince due campionati italiani nel 2001 e 2007 e successivamente nella formula Renault 2000 ottenendo ottimi risultati oltre ad un terzo posto nel campionato italiano del 2009 ed un secondo posto nel campionato italiano del 2010.